# Nadole
Nadole so naselje v Občini Žetale, v Halozah na vzhodu Slovenije. Naselje je v tradicionalni pokrajini Štajerska in spada v Podravsko statistično regijo.
V Nadolah so naslednji zaselki: Jesenice, Kofirt, Ložec, Marija vas, Menik, Nadola, Pušjek, Ravni Dol, Sep, Strmec, Topole, Tomanje, Višjovec, Zagaj, Zalopata in Zlaka. 

## Gospodarstvo
Prebivalci se preživljajo s prodajo lesa, živinorejo ter z delom v Majšperku, Celju, Kidričevem in še kje. 

## Zgodovina
Nadole so imele leta 1957 76 hišnih številk, prebivalcev pa 420, leta 1995 pa 146.
Tomaje prvič omenjajo v neki listini že [9. marec 1202, ki jo navajata Fr. in M. Kos v Gradivu za zgodovino slovencev, to je za zdaj najstarejša omemba nekega zaselka v Žetalski župniji. V Jesenici je obstajal dvor, kjer je bil do leta 1461 sedež Gornjega urada.
Prve omembe krajev pred 1500: Tomanje 1202, Ravni Dol 1418, Jesenica 1438, Marina ves 1438, Menik 1438, Nadole1438, Završe 1438.
Največ Krajev je Omenjenih leta 1438, kar je povezano z dedovanjem dominikancev in minoritov v Spodnjem  in Gornjem uradu po Ptujskih gospodih.